# Conflitto nel Chiapas
Il conflitto nel Chiapas ebbe inizio con una ribellione armata iniziata il 1 gennaio 1994 da parte di circa 3000-4000 indigeni dello stato messicano del Chiapas. Gli insorti erano guidati dall'Esercito Zapatista di Liberazione Nazionale (EZLN), un movimento armato che si prefiggeva di deporre il presidente Carlos Salinas de Gortari e di istituire un governo di transizione che avrebbe garantito elezioni democratiche nel paese.

## Storia
Il 1 gennaio 1994 sette città del Chiapas vennero sequestrate dall'EZLN, in concomitanza con l'entrata in vigore dell'Accordo nordamericano per il libero scambio (NAFTA), che secondo i ribelli metteva gli indios in una posizione di svantaggio. L'EZLN chiedeva inoltre l'abrogazione della riforma del 1992 dell'articolo 27 della Costituzione messicana, che limitava l'equa distribuzione dei terreni, generando il malcontento tra la popolazione locale. Tuttavia, alcuni analisti politici come Warman ipotizzano che la ribellione fosse stata organizzata da attivisti politici stranieri.
Il Subcomandante Marcos fu il principale leader ideologico della rivolta, nonché portavoce dell'EZLN. Dopo 11 giorni di violenza durante i quali persero la vita circa 300 persone, vennero intrapresi i negoziati di pace tra il governo messicano e i zapatisti.
Il conflitto nel Chiapas ebbe risonanza sia locale che nazionale. I colloqui presso la Cattedrale di San Cristóbal de Las Casas misero in evidenza come il governo centrale trattasse le questioni dei Chiapas separatamente da quelle nazionale. Vennero proposte soluzioni pacifiche per la questione Chiapas, che portarono all'istituzione del Congresso Nazionale Democratico (CND) nel luglio 1994. Le richieste zapatiste vertevano sulla necessità di un governo di transizione, sull'adozione di strategie pacifiche per il conseguimento della democrazia, su un'alternativa di progetto nazionale, sull'organizzazione di una nuova Assemblea costituente e sul varo di una nuova costituzione nazionale.
Gli accordi di San Andrés del 1996 sancivano il diritto delle popolazioni indigene del Chiapas a godere di un trattamento equo da parte del governo messicano. Essi sostenevano il diritto all'autodeterminazione dei popoli e la loro autonomia in senso di diritto collettivo al rispetto della diversità, al controllo sui territori indigeni e ai ricorsi con essi. Tuttavia, l'adesione alla NAFTA poneva al governo messicano l'obbligo di adeguare le leggi messicane in materia di agricoltura a quelle del Canada e degli Stati Uniti. Vennero incentivate le privatizzazioni e non fu concesso alcuno dei diritti auspicati dagli accordi.
Il governo messicano militarizzò ulteriormente lo stato del Chiapas. Nel sopprimere la rivolta nacquero numerosi gruppi paramilitari finanziati dal governo che si macchiarono di diversi massacri come la strage di Acteal del 22 marzo 1997, durante la quale uno squadrone della morte uccise a sangue freddo in una chiesa 45 persone, tra cui 18 bambini.
Nel 2001 il Congresso dell'Unione approvò una legge che riconosceva la natura multiculturale del Messico, ribadendo il diritto all'autonomia e all'autodeterminazione dei popoli indigeni nel quadro di una nazione unita. Di conseguenza, alle comunità indigene del Chiapas venne concessa l'autonomia e la partecipazione politica.
Gli scontri tra l'EZLN e i gruppi paramilitari tuttavia continuarono per tutti gli anni duemila. Il Chiapas non visse mai un processo di transizione verso la pace, nonostante gli accordi di San Andrés. L'esercito e la Guarda Nazionali sono ancora presenti nello stato.